# Bitka na rijeci Šajo
Bitka na rijeci Šajo (mađarski: Muhi csata, slovački: bitka pri rieke Slaná ) je bila glavna bitka između Mongolskog Carstva te Hrvatskog Kraljevstva i Kraljevine Ugarske za vrijeme mongolskog pohoda na Europu. Bitka se odvila na velikoj Muhijskoj pustari, jugozapadno od rijeke Šajo (mađ. Sajó) 11. travnja 1241. Nakon ove bitke je Ugarska ostala opustošena i u ruševinama. Invazijom je mongolska vojska uništila skoro polovinu naseljenih mjesta. Ostala je bez približno četvrtine stanovništva, ponajviše u nizinskim područjima, posebice u Alföldu gdje je bilo vrlo malo preživjelih, zatim u južnim krajevima Panonske nizine (današnji Banat) i u južnoj Transilvaniji.
Suvremenik navedenih događaja, Toma Arhiđakon, detaljno opisuje osobine Mongola i njihovu provalu do Jadrana u svojem djelu Historia Salonitana. Navodi njihovo podrijetlo i neka imena kao što su Batu-kan i Kadan. Opisuje način ratovanja, njihovo oružje, a i fizički izgled.

## Pozadina
Mongolsko Carstvo, tijekom svojih invazija, polako se približavalo Europi u prvoj polovici 13. st.
Godine 1223., porazili su narod Kumana, jedan nomadski turkijski narod. Oni zatim bježe u Ugarsko Kraljevstvo, gdje bivaju pokršteni, a hrvatsko-ugarski kraljevi dobivaju čak i naslov kraljeva Kumana.  Kako su taj narod Mongoli smatrali potčinjenima, to što je Ugarska primila Kumane pod svoje su Mongoli smatrali kao neprijateljskim činom.
Kad su se Mongoli približili ugarskim granicama u ožujku 1241., Mađari su tada optužili kumanskog kana Koteka za tajnu suradnju s Mongolima, te su ga ubili. Posljedica je bila da su razljućeni Kumani krenuli u pljačku te su uskoro napustili kraljevstvo.

## Bitka
Belina vojska brojila je oko 65.000 ljudi, ali se većina sastojala od prigodnih vojnika, seljaka. Samo jedan dio bio je neke vrste stalna vojska pojedinih velikaša.
Kralj Bela IV. uz kojeg mu je bio brat Koloman, hrvatski herceg koji je vodio hrvatsku vojsku, pokušao je spriječiti mongolsku provalu na rijeci Šaju, gdje naređuje uspostaviti vojni logor. Ni kralj Bela ni knez Koloman ne bijahu vojskovođe u pravom smislu riječi, niti su raspolagali iskusnim vojnim savjetnicima.  To se vidjelo i po postavu koji su izabrali za razvoj svoje vojske pred bitku. Ugarska vojska, za tadašnje prilike brojčano jaka, bila je stistnuta u malenom taboru.
U prvom mahu mađarske snage pobjeđuju Mongole u bitci na mostu preko te rijeke 11. travnja. Izgleda da je jedan odbjegli Rus upozorio Mađare na mongolski plan. Nakon toga Mongoli, pod vodstvom Batu-kana i vojskovođe Subudeja mijenjaju plan i napadaju vojni logor zaobilazeći most. Ugarska vojska biva potpuno razbijena, ali kralj Bela uspijeva pobjeći s bojnog polja.
Smrtno su ranjeni Koloman, nadbiskup Ugrin i meštar Božjaka. Oko 50.000 mađarskih i hrvatskih vojnika pokrilo je bojno polje. Koloman se spasio preko Pešte u Hrvatsku i dospio do Čazme ali je zbog zadobivenih rana umro 1241. godine.
Nakon te bitke, nije više bilo organizirane vojne sile u kraljevstvu koja bi bila u stanju spriječiti daljnje provale Mongola. Mongoli ulaze duboko unutar područja hrvatsko-ugarskog kraljevstva tijekom 1241. i 1242., stigavši sve do Jadranske obale.
Pobili su velik dio naroda, a što nije bilo pobijeno razbježalo se po šumama i gorama. Mongoli su po svojem običaju sačekali ljetinu, pa su tek ujesen htjeli dalje nadirati i progoniti kralja Belu. Kralj Bela tada iz Austrije otiđe u Hrvatsku, gdje se počeo pripravljati na daljnje ratovanje s Mongolima. Pomoću hrvatske gospode i velemoža, među kojima su bili ban Dionizije, zagrebački biskup Stjepan, knez Hudine Ivan Jaroslavljev od Okića i oba župana od Moravča te mnogih drugih, Bela je skupljao vojsku diljem Hrvatske.

## Vanjske poveznice
- Hrvatska povijest[neaktivna poveznica]
- (engl.) Battle of Mohi animated battle map by Jonathan Webb